# 群马县旗

群马县紋章（1926年制定）

群马县旗（日语：／ Gunma ken ki）是日本的47面日本都道府县旗之一。本条目解说群马县纹章与群马县旗与其使用规定。

## 群马县章
1926年10月1日制定县章。旧著作权法规定，于1957年1月1日在公共场合施行。县章的制作经过与发案者完全不明。“君”和“羊”纵向书写组成了“羣”（“群”的古体字），又形变成象征“县民之和”的圆放在中央。周围的三个锯齿状图案象征上毛三山（赤城山、榛名山、妙义山）围在县周围。

## 群马县旗
为了纪念明治维新100周年，1968年10月25日制定了县旗。当初县民公开招募时没有没采用的，所以委托专家专门制作。设计者是群马县织维工业试验场的田岛康次。中间与群马县章一样是圆形的“羣”，四周的上毛三山与县章不同，三个日月形的图案代表了“进取的群马”。县旗底色是紫色，代表了古代上野国文化的繁荣。

## 脚注
1. ↑  群馬県紋章[永久]
2. ↑  『群馬県百科事典』上毛新聞社、1979年。
3. ↑  群馬県旗の制定（昭和43年10月25日告示第553号）